# IDOL NEVER DiES
『IDOL NEVER DiES』（アイドル・ネバー・ダイ）は、ギュウゾウ製作総指揮、井口昇脚本・監督による日本の青春SF映画。2022年5月6日に公開された。

## 概要
コロナ禍によりライブ活動ができなくなったアイドルを救うため、ギュウゾウがギュウ農フェスでの映画を企画した。
出演アイドルは、フルオーデションにより約600人のアイドルや女優より選考された。映画製作資金は2021年5月31日よりクラウドファンディングで集められ、リターンとして男性出演者の氏名の命名権やブラッドチェリーメンバーの名字の命名権、トレーニング場面で使用の小道具、オープニングで特別協賛として社名記載する権利なども用意された。アイドルユニットの名称は、Twitterにて公募された。
ギュウゾウの古里である栃木県での撮影は、2021年7月18日から22日にかけて、矢板市のJR宇都宮線矢板駅周辺や長峰公園、山縣有朋記念館前の農道。塩谷町の町自然休養村センター、佐貫観音や東古屋湖にて行われた。
公開開始後に海外映画祭出展用に字幕付与および、コロナ禍での撮影中ということもありメイキング用映像の撮影も行われており、メイキング映像の映画化に関する追加資金もクラウドファンディングで募られた。
ボンダンス国際映画祭2023でBonDIFF審査員賞を受賞した。

## あらすじ
栃木県内某所の宿泊施設にて、イブニングローリーとして配信ライブとミュージック・ビデオ撮影の合宿のため、集合場所の矢板駅前に一人来たメグ。駅前にはメンバーのハルがいたが、少し会話した直後にスタッフから集合場所変更の連絡があり、ハルの方を見るとハルは消えていた。
駅前から移動し、ようやく他のメンバーやスタッフと合流できたが、スタッフの山内は行方不明者がいると言い。車で走り去ったためメンバーの提案では徒歩で合宿場へ移動。
合宿開始後の体力トレーニング中に翌日の配信ライブの件を知らされてなかったこと、夕食の時に箸の持ち方をリョウコとアイに笑われたりして、不信感が爆発し脱退を決意。
翌朝、メグは屋外ステージで配信ライブの準備していたヨシエに脱退宣言し、合宿所から徒歩で去る。合宿所入口付近で配信ライブで対バン相手のブラッドチェリーに配信場所を尋ねられるが、「私、関係ないんで」とそっけない態度とった。
田舎道でワゴン車をみつけ、ワゴン車の影で行き倒れたハルを発見する。前後して怪音が聞こえるようになったが、死神となったハルのアドバイスで追いかけてきたヨシエに抱きつき、ヨシエに憑依し合宿をやり直すことに。ヨシエの気持ちを理解し、次の日にはアイに憑依し、いつもはっちゃけ気味に餃子を食べている理由を知る。ヨシエやアイから見て、自分の横柄な態度に気づき、アイの体で自分をビンタしてしまう。

## キャスト

### イブニングローリー
船村恵美（メグ）
演 - 桃果 -
カヒミ晴子（ハル）
演 - ブラジル
江川涼子（リョウコ）
演 - 楓フウカ
相田亜衣（アイ）
演 - 中川美優
立松芳江（ヨシエ）
演 - 工藤菫

### ブラッドチェリー
山門ムニュ
演 - ようなぴ
リーダー。
池田ベータ
演 - レーレ
大内ガッツ
演 - まお
布施タマエ
演 - 日向かほ
鶴田ピストン
演 - 琉陀瓶ルン
深谷ポコニャン
演 - pippi
白勢ギンガム
演 - キャンディ山内
徳永オーガ
演 - 八月ちゃん

### その他
牛島剛士
演 - ギュウゾウ - 本人役
謎のラッパー
演 - DOTAMA
江川陽子
演 - 八代みなせ
リョウコの母。
山内知之
演 - 佐藤貴史
二瓶烈
演 - 濱正悟
藤掛章
演 - 大内ライダー
ラジオDJ
演 - 菊池元男

## スタッフ
- 監督・脚本：井口昇
- プロデューサー：福田裕彦、松田憲明
- ラインプロデューサー：福井真奈
- 撮影：松原晃平
- 照明：陸浦康彦
- 録音：湯脇房雄
- 衣裳：ヨシダミホ
- ヘアメイク：リョータ、高橋雅子
- アクション監督：カラサワイサオ
- 特殊メイク：石野大雅
- ダンス振付：YOKO
- 編集・カラリスト：橋本悠平
- 音響効果：小林孝輔
- 助監督：冨田卓
- 制作担当：伊藤祐之
- Bカメラ：池上一希
- Cカメラ：橋本悠平
- 撮影助手：齊藤凌平
- 撮影応援：石澤真由
- 照明助手：長島大三朗
- 録音助手：橋本絵美
- 録音応援：小原善哉
- 衣裳助手：細井奈津美、フクダメイ、附田舞
- 特殊メイク助手：中島歩
- 演出応援：上野遼平、
- 制作応援：大川裕紀
- イブニングローリー衣裳制作：宮本美優
- ブラッドチェリー衣裳制作：折本欣也
- ブラッドチェリースタイリスト：杉原英理子、山下知香
- ライブアイドル現場アドバイザー：田中友二（ギュウ農フェス）
- コンセプトアドバイザー：GERU-C閣下、杉山祐樹（ギュウ農フェス）
- VFXコーディネーター：ナカムラリョウ（クリエイティブチーム 操演と機電）
- デジタルアーティスト：石橋和広
- 劇中イラスト：児嶋都
- コロナ対策班：福田裕彦、松田憲明、田中友二（ギュウ農フェス）
- 車輌：今津信雄、笠井雅美
- ケータリング：大垣昌彦（ギュウゾウ農場）、岩瀬貴明（ギュウゾウ農場）
- アシスタントプロデューサー応援：相馬英康、榎本靖
- アシスタントプロデューサー：井上智春
- 東宝スタジオコーディネート：立川千秋、早川文人
- スタジオエンジニア：村田桃子
- レコーディングスタジオ：リンキィディンクスタジオ、DAIZ STUDIO、荻窪 Club Doctor、スタジオノア初台、NONEWYORK STUDIO
- レコーディングエンジニア：高橋宏光、福田裕彦、森岡慶、ワタル（iRock / GPR）
- 制作プロダクション：ワンダーヘッド
- 製作・配給：ギュウ農シネマ（株式会社te-ge、合同会社TILT）
- 後援：塩谷町、塩谷町商工会、矢板市、矢板市商工会、下野新聞社、エフエム栃木、協同組合宇都宮餃子会、LiLLY JAM

## 音楽

### イブニングローリー
- ギュウ農フェス応援ソング - 「Arise -それぞれの場所へ-」

### ブラッドチェリー
- めろん畑a go go - 「SICK IDOLS」

### その他の劇中使用楽曲
- Maison book girl - 「snow irony」
- THERE THERE THERES - 「スナッキー」
- クマリデパート - 「ネコちゃんになっちゃうよ～」
- せのしすたぁ - 「アイドルなんてなっちゃダメ絶対！」
- MIGMA SHELTER -「69」
- ・・・・・・・・・ - 「トリニティ・ダイブ」
- RYUTist - 「心配性」
- 少女閣下のインターナショナル - 「少女閣下のPKウルトラ計画」
- tipToe. - 「茜」
- amiinA - 「Canvas」
- NELN - 「REM」
- Hauptharmonie - 「パラレルワープ」
- グーグールル - 「Picked」